# 다서구

다서 구의 위치

다서구(한국어: 대사구, 중국어: 大社區, 병음: Dàshè Qū)는 중화민국 가오슝시의 구이다. 넓이는 26.5848km2이고, 인구는 2015년 8월 기준으로 34,525명이다.

## 교통
- 국도 1호선